# زکریا پالیاشویلی
زکریا پالیاشویلی (گرجی: ზაქარია ფალიაშვილი, Zakaria Paliaşvili) آهنگساز گرجی است که گفته می‌شود بینان‌گذار موسیقی کلاسیک گرجستان بوده است. کارهای او با موسیقی ترکیبی بومی و داستان همراه با زمینه رمانتیک قرن ۱۹ میلادی شناخته شده است.
زکریا بینان‌گذار جامعه فیلارمونیک گرجستان و بعداً کنسرواتوار تفلیس بود. اوپرا-تئاتر ملی گرجستان در سال ۱۹۳۷ به افتخار او به نام زکریا پالیاشویلی نامیده شده است.
سرود ملی گرجستان نیز براساس یکی از ساخته‌های ذکریا ساخته شده است